# Zona J (filme)
Zona J é um filme português, uma longa-metragem de ficção realizada por Leonel Vieira em 1998.
O título do filme é uma referência à Zona J, uma zona do bairro de Chelas, em Lisboa.
O filme foi premiado em 1999 com dois Globos de Ouro, prémio da SIC, que o exibiu como telefilme.